# Koronavirová enteritida krůt
Koronavirová enteritida je akutní virové onemocnění trávicího traktu krůt bez rozdílu věku, plemene a pohlaví. Hospodářské ztráty vznikají úhynem krůťat a mladých krůt, sníženou produkcí násadových vajec a zhoršenou rentabilitou rekonvalescentních hejn.
Onemocnění bylo poprvé zjištěno v Sev. Americe (Peterson a Hymas 1951) a Kanadě, kde v letech 1951–1970 způsobovalo velké hospodářské ztráty v chovech krůt. Postupně bylo také diagnostikováno v Polsku, Německu, Austrálii, Nigérii a Indii. Podle výsledků sérologických vyšetření se koronavirové infekce podílejí na průjmových onemocněních u více než 50 % postižených hejn krůt.

## Příčiny nemoci (etiologie)
Původcem onemocnění je RNA virus z čeledi Coronaviridae, antigenně odlišný od viru infekční bronchitidy i ostatních koronavirů ptáků a savců. Pomnožuje se v inkubovaných krůtích a slepičích vejcích. Odolnost viru k působení fyzikálních a chemických činitelů odpovídá ostatním koronavirům

## Vznik a šíření nemoci (epizootologie)
Přirozeným hostitelem viru jsou krůty; ostatní ptáci jsou k infekci nevnímaví. Divoké krůty v sev. Americe jsou považovány za rezervoár viru. Virus je vylučován dlouhodobě do prostředí trusem infikovaných ptáků, který je také hlavním zdrojem horizontální infekce. Vertikální přenos vejcem nebyl zatím prokázán. Rekonvalescentní hejna jsou celoživotními nosiči viru. V přirozených podmínkách se nemoc šíří rychle v hejnu i mezi hejny na farmě. Vstupní branou infekce je orální cesta. 

## Projevy nemoci (symptomatologie)
Inkubační doba  se pohybuje mezi 1-5 dny.

### Klinika
Příznaky se objevují velmi rychle – krůťata a mladé krůty jsou netečné, postávají nebo posedávají s nahrbeným hřbetem, zataženou hlavou a svěšenými křídly. Mají sníženou tělesnou teplotu, nepřijímají krmivo ani pitnou vodu (zástava růstu), peří v okolí kloaky je znečištěné a trpí průjmem. Výkaly jsou vodnaté, zpěněné, zelené až hnědé barvy a silně zapáchají. Obsahují hodně hlenu a kousky odloupané střevní sliznice, s postupující nemocí se zvyšuje i obsah urátů. Podestýlka je navlhlá, v prostředí haly je zvýšená relativní vlhkost a zápach. Ptáci jsou velmi zimomřiví, neustále "cvrlikají", vyhledávají tepelné zdroje, shlukují se a hrozí nebezpečí jejich umačkání.
V důsledku dehydratace organismu dochází k poruchám krevního oběhu a následnému cyanotickému zabarvení kůže hlavy a kožních přívěsů. Chovné krůty vykazují navíc rychlý pokles snášky; skořápka násadových vajec je křídově bílá. Čím mladší drůbež je postižena, tím je průběh nemoci závažnější.
Morbidita je často až 100 %. Mortalita závisí na věku a zoohygienických podmínkách prostředí (teplota), pohybuje se od 5 do 50 %. Pitevní nález odpovídá katarálními až hemoragickému zánětu střev.

## Diagnostika
Diagnóza onemocnění se stanovuje na základě klinického a patologického nálezu, potvrzeného laboratorním vyšetřením.
Diferenciální diagnostika. Nutno odlišit enteritidy neinfekčního i infekčního původu. Shodné klinické příznaky i pitevní nález se objevují při hladovění (nedostatek krmítek a napáječek). V úvahu přicházejí zejména salmonelózy, hemoragická enteritida krůt, cholera, infekce Clostridum spp., Campylobacter spp., kokcidióza, histomonóza, trichomonóza, intoxikace z krmiva a dietetické závady.

## Terapie a prevence
Kauzální terapie koronavirové enteritidy krůt neexistuje. K potlačení sekundárních bakteriálních infekcí (snížení mortality) lze použít antibiotikum a chemoterapeutika, výsledek je však problematický. Navíc drůbež nepřijímá krmivo ani vodu, takže není možná hromadná aplikace léčiv.
Základem preventivních opatření jsou dokonalá hygiena a sanitace prostředí, turnusový provoz, dostatečně dlouhá technologická přestávka před naskladněním, kvalitní výživa a ochrana chovů před zavlečením nákazy. Specifická imunoprofylaxe zatím není známa.